# فايسنبورغ إن بايرن
فايسنبورغ إن بايرن (بالألمانية: Weißenburg in Bayern) هي Grosse Kreisstadt، district capital وبلدة ألمانية تقع في منطقة فايسنبورغ غونتسنهاوزن في ألمانيا.

## توأمة
لفايسنبورغ إن بايرن اتفاقيات توأمة مع:
- فالكا

## أعلام
- بيتر كارستن
- هانس هوفمان
- غوستاف ريتر فون كار